# リッチインターネットアプリケーション
リッチインターネットアプリケーション（英: rich internet application、RIA）は、パーソナルコンピュータ等のソフトウェアの分類の1つであり、ウェブブラウザなどのクライアントの機能を活かした、柔軟なインタフェースをもつウェブアプリケーションのことである。
RIAを使用することにより、従来はHTML（またはXHTML）とCSSにより記述されていたウェブページに、さらなる機能を付加することができる。また、実現しにくかった動的なアプリケーションの作成がより容易になっている。Flash等のRIAの普及により、ウェブ表示をこれまでの固定的なものから動的なものに変え、画面に表現力を与えている。

## 特徴
1. アプリケーションと実行環境を含むソフトウェアの配布と更新が容易である
2. 複数の異なるプラットフォームに対応する
3. 表現力の高いユーザインタフェースが構築できる

1.の特徴にはウイルス対策のような視点では問題を含んでいるが、ウェブページの提供者と利用者の双方にとっては利便性が増す。
2.の特徴には、同じHTML文書、JavaScriptプログラムを読み込んでもオペレーティングシステムやウェブブラウザごと表示される画面に差異が生じる問題を、ウェブページの提供者が回避して、RIAさえ対応していれば同一の画面表示が保証できるということも含まれており、有効である。

## 技術
以下にリッチインターネットアプリケーションを実現する技術を示す。
- プラグイン方式
  - Javaアプレット（1995年-2018年、サン・マイクロシステムズ）
  - Adobe Shockwave （1995年-2022年、マクロメディア→アドビ）
  - Adobe Flash（1996年-2020年、フューチャーウェーブ・ソフトウェア→マクロメディア→アドビ）
  - Curl (プログラミング言語)（1998年-）
  - Microsoft Silverlight（2006年-2021年、マイクロソフト）
- Webベース
  - ダイナミックHTML（1997年提唱）
  - Ajax（2005年提唱）
  - JavaFX（2007年-2018年、サン・マイクロシステムズ→OpenJFX（英語版））
  - HTML5（2008年-2021年）

## 限界・問題点

### 携帯機器
RIAは Adobe Flash などに対応したウェブブラウザ上で利用できるが、携帯電話に代表されるインターネットにアクセスできる携帯機器類では、ウェブブラウザの機能差やハードウェアの限界から十分な対応が行なえないものが多く、マウスのようなポインティング・デバイスを利用できなければ操作不能となる場合も多い。

### 過剰装飾
動的な表現が容易に行なえるため画面に動的装飾を過剰に配置して、リンク先ボタンのような操作対象となるオブジェクトやマークが閲覧者の注意を引かずに埋没してしまう、または、装飾を読み込み終わるまでリンク先が表示されないなど、ナビゲーションデザインの不備やページ設計のミスによるユーザビリティの低下を生み出しやすい。

### 音声ブラウザ
視覚障害者向けのような音声ブラウザでは、画像は読み上げられず操作が困難になるなどアクセシビリティの低下という問題が存在する。しかし、WAI-ARIA に沿うなど優れた設計のRIAでは、キー割り当て機能などを存分に活かすことができ、真に利用しやすいウェブページを構築することもできる。

### 文字フォント
RIAに限らず、複数のプラットフォームで稼動するアプリケーションに共通の問題として文字フォントがある。アプリケーションが文字の表示に指定したい文字フォントが利用者環境にインストールされていない場合がある。この場合、表示には利用者環境の中で利用可能なフォントで代替されるため、期待とは異なる表示になってしまう。この問題の対策としては、Webフォントという仕組みが考え出されている。

### 機種依存文字
RIAに限らず、複数のプラットフォームで稼動するアプリケーションに共通の問題として日本語の機種依存文字がある。日本語の文字集合の中には、丸数字（丸付き数字、丸囲み数字）やギリシャ数字など、異なるオペレーティング・システム間で文字コードの一致しない記号が存在し、それらの文字を使うデータの処理・表示を正しく行えない場合がある。このような特殊文字の使用を避けることが望まれるが、扱うデータの中にそういった文字が含まれる場合には問題となる可能性がある。